# Juan Martínez Silíceo
Juan Martínez Silíceo, conosciuto anche come Juan Martínez Guijarro ed in Italia come Giovanni Martino Siliceo (Villagarcía de la Torre, 1486 – Toledo, 31 maggio 1557), è stato un cardinale, arcivescovo cattolico e matematico spagnolo.

## Biografia
Nacque a Villagarcía de la Torre nel 1486.
Papa Paolo IV lo elevò al rango di cardinale nel concistoro del 20 dicembre 1555.
Morì il 31 maggio 1557 all'età di 71 anni.

## Successione apostolica
La successione apostolica è:
- Arcivescovo Juan de los Barrios, O.F.M. (1547)

## Opere

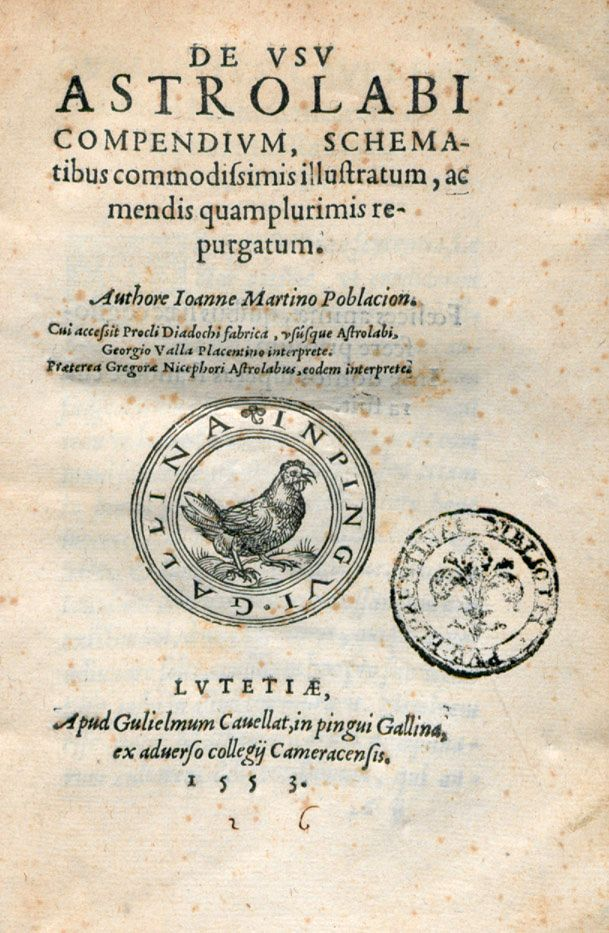
De usu astrolabi compendium, 1553

- (LA) De usu astrolabi compendium, Paris, Guillaume Cavellat, 1553.